# Qujing Yunnan
Maillots
Le Qujing Yunnan est un club féminin chinois de basket-ball  évoluant dans la province du Yunnan et participant au Championnat de Chine de basket-ball féminin.

## Historique
Classement :
- 2009 : 9e
- 2010 : 8e
- 2011 : 7e
- 2012 : 9e
- 2013 : 9e

## Effectif 2012-2013
Dans ce nom chinois, le nom de famille précède le nom personnel.
| Numéro | Nom            | Née le      | Taille | Nationalité | Poste         |
| 6      | Zhai Huan      | 1989        | 1,78 m | Chine       | Ailière       |
| 7      | Shuang Xin     | 1984        | 1,84 m | Chine       | Ailière forte |
| 9      | Cao Betty      | 1987        | 1,80 m | Chine       | Ailière       |
| 10     | Liu Xiao       | 1989        | 1,81 m | Chine       | Arrière       |
| 11     | Jia Yang       | 1987        | 1,91 m | Chine       | Ailière forte |
| 13     | Yuan Jun       | 1988        | 1,80 m | Chine       | Ailière       |
| 16     | Liu XiaoLei    | 1987        | 1,76 m | Chine       | Meneuse       |
| 17     | Yu Wai         | 1989        | 1,81 m | Chine       | Ailière       |
| 20     | ChuanXing Dan  | 1978        | 1,78 m | Japon       | Arrière       |
| 22     | Lindsay Taylor | 20 mai 1981 | 2,03 m | États-Unis  | Pivot         |

Entraîneur :  Sun RuiYun
Assistant :  Yin Yu-Chen